# 弗倫奇·斯圖爾特
弗倫奇·斯圖爾特（英語：Milton French Stewart，1964年2月20日—）是美國的一位演員和喜劇演員。他最著名的作品是1990年代情景喜劇歪星撞地球。斯圖爾特出生在阿布奎基。